# Abbazia di Scone

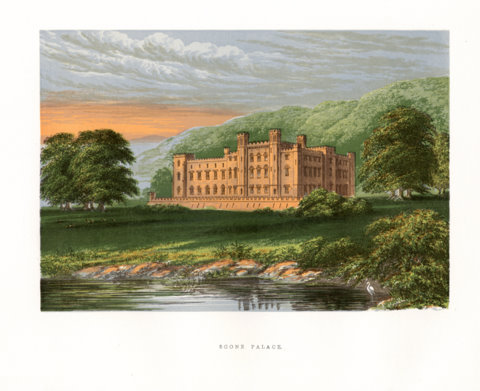
Incisione avente per soggetto l'abbazia di Scone.

L'abbazia di Scone (originariamente, priorato di Scone) fu un convento di canonici agostiniani con sede a Scone, Perthshire (Gowrie), Scozia. Sono state fornite diverse date della sua fondazione, ma certamente questa avvenne tra il 1114 e il 1122.

## Storia
Il priorato fu fondato da 6 canonici proveniente dal priorato di Nostell nello Yorkshire Occidentale, condotti dal Priore Roberto, il primo priore di Scone (poi vescovo di St Andrews). L'atto costitutivo, datato 1120, si riteneva fosse spurio, ma oggi viene considerato originario della fine del XII secolo, forse in copia a causa del fuoco che colpì l'abbazia prima del 1163 (avrebbe sperimentato una simile distruzione di registri durante le guerre di indipendenza scozzesi).
Nel 1163 (o 1164), durante il regno di Máel Coluim IV, lo status di Priorato di Scone fu potenziato e divenne un'abbazia. Questa ebbe importanti funzioni reali, trovandosi vicina alla sede delle incoronazioni dei re scozzesi e ospitando la pietra dell'incoronazione (fino a quando non fu portata via da Re Edoardo I d'Inghilterra). L'abbazia di Scone fu, nelle parole del Re Máel Coluim IV, "in principali sede regni nostri" (RRS, no. 243; trs. "nella sede principale del nostro regno"), e come tale una delle principali residenze dei re scozzesi. L'abbazia avrebbe ospitato il re quando egli si trovava ivi, pur non avendo un palazzo separato. È probabile che gli edifici dell'abbazia (ora scomparsi) si sovrapponessero con il palazzo moderno.
L'abbazia conservava anche le reliquie di un'ora oscuro San Fergus, che l'aveva resa un centro di pellegrinaggio popolare. Benché l'abbazia sarebbe rimasta famosa per la sua musica, il suo status declinò con il tempo. Dopo la riforma, le abbazie scozzesi scomparvero come istituzioni.
Nel caso di Scone, essa divenne una signoria secolare, prima del conte di Gowrie, e poi dell'uomo che divenne primo visconte Stormont. Per quanto gli edifici siano ora spariti, la proprietà appartiene ora al conti di Mansfield che porta anche il titolo di Visconte Stormont. Tuttavia, anche non essendoci più lo storico monastero, ancora nel 1651 Carlo II Stuart fu incoronato Re di Scozia a Scone (la sua fu l'ultima incoronazione scozzese).
Il luogo preciso su cui sorgeva l'abbazia di Scone è rimasto a lungo un mistero, ma nel 2007 alcuni archeologi identificarono il luogo usando la tecnologia della risonanza magnetica. Il ritrovamento rivelò che la struttura era più grande di quanto ci si sarebbe aspettato.